# Oswald Morris
Oswald Morris, OBE (* 22. November 1915 in Hillingdon, Middlesex; † 17. März 2014 in Dorset) war ein britischer Kameramann. Morris galt als einer der bedeutendsten Kameramänner des englischen Kinos. Er gewann einen Oscar und drei Britische Filmpreise nacheinander für seine Arbeit.

## Leben
Schon als Schuljunge war Morris ein Filmnarr und jobbte in seinen Ferien als Vorführer. Mit 16 brach er die Schule ab, um als unbezahltes „Mädchen für alles“ ins Filmgeschäft einzusteigen. Er interessierte sich besonders für die Arbeit des Kamerateams und arbeitete ab 1935 als Kameraassistent. Im Zweiten Weltkrieg diente er als Bomberpilot in der Royal Air Force. 1946 begann er als Kameramann für unabhängige Produktionen in den Pinewood Studios zu arbeiten. Er war dort Kameraassistent bei David Leans Oliver Twist-Verfilmung von 1948, während er 20 Jahre später bei Carol Reeds Musicalverfilmung Oliver! als Chefkameramann engagiert wurde und dafür er eine Oscar-Nominierung erhielt.
Von 1949 bis 1979 arbeitete er als Chefkameramann für eine Reihe bekannter und sehr unterschiedlicher Filme, vom Thriller bis hin zum Musical. 1980 und 1981 kehrte er für Die große Muppet Party (The Great Muppet Caper) und Der dunkle Kristall (The Dark Crystal) noch einmal zurück hinter die Kamera. Am bekanntesten sind seine Arbeiten mit den Regisseuren Carol Reed, Sidney Lumet, Tony Richardson und vor allem John Huston, mit dem er insgesamt acht Filme drehte.
Morris war Ehrenmitglied der British Society of Cinematographers und von 1960 bis 1962 deren Präsident. Er erhielt 1998 den Order of the British Empire. Seine Memoiren haben den ironischen Titel Huston, We Have a Problem.

## Stil
Morris ist als einer der innovativsten aller Kameramänner anerkannt, vor allem für seine speziell kreierten Farbstile:
- Moulin Rouge erinnert in Bildkomposition und Farbgebung an die Plakate von Henri de Toulouse-Lautrec. Morris fotografierte durch künstlichen Nebel und Rauch und verwendete extreme Farben für Beleuchtung und Kostüme.
- Moby Dick erinnert an die ausgeblichenen Pastelltöne von Kupferstichen des 19. Jahrhunderts. Um diesen Effekt zu erzielen, entzog Morris dem Film im Entwicklungsprozess Farbigkeit durch Matrizen in Schwarz-Weiß und eine zusätzliche Silberlegierung.
- Bei Der Widerspenstigen Zähmung (The Taming of the Shrew) wurde der Set so ausgeleuchtet, dass die Bilder Renaissance-Gemälden glichen.
- In der Originalfassung von Spiegelbild im goldnen Auge (Reflections in a Golden Eye) sind alle Personen und Gegenstände aller Szenen in Gold getaucht mit jeweils einer Ausnahme (zum Beispiel einer Rose). Diese Fassung verwirrte das Testpublikum, und der Film wurde in einer normalfarbigen Fassung veröffentlicht.
- Den ganzen Film Anatevka (Fiddler on the Roof) hat Morris mit einem Gazestrumpf über der Linse fotografiert, um den schimmernden Effekt der Bilder zu erzeugen. Die Musicalnummer Tevjes Traum ist ganz in Sepiatönen gehalten.
- The Wiz – Das zauberhafte Land (The Wiz) ist einer der kontrastreichsten und brillantesten Farbfilme überhaupt. Die Effekte wurden teils durch frontale Beleuchtung, teils durch reflektierende Kostüme erzielt.

## Filmografie (Auswahl)
- 1950: Achtung! Kairo… Opiumschmuggler (Cairo Road)
- 1951: Wenn das Herz spricht (So Little Time)
- 1952: Der Unwiderstehliche (The Card)
- 1952: Moulin Rouge
- 1952: Insel der Verheißung (Saturday Island)
- 1953: Schach dem Teufel (Beat the Devil)
- 1954: Liebling der Frauen (Monsieur Ripois)
- 1954: Beau Brummell
- 1956: Der Mann, den es nie gab (The Man Who Never Was)
- 1956: Moby Dick
- 1957: Der Seemann und die Nonne (Heaven Knows, Mr. Allison)
- 1957: In einem anderen Land (A Farewell to Arms)
- 1958: Der Schlüssel (The Key)
- 1958: Die Wurzeln des Himmels (The Roots of Heaven)
- 1959: Blick zurück im Zorn (Look Back in Anger)
- 1959: Unser Mann in Havanna (Our Man in Havana)
- 1960: Der Komödiant (The Entertainer)
- 1961: Die Kanonen von Navarone (The Guns of Navarone)
- 1962: Lolita
- 1962: Spiel mit dem Schicksal (Term of Trial)
- 1964: Schlafzimmerstreit (The Pumpkin Eater)
- 1965: Kampf in der Villa Fiorita (The Battle of the Villa Fiorita)
- 1965: Ein Haufen toller Hunde (The Hill)
- 1965: Der Spion, der aus der Kälte kam (The Spy Who Came in from the Cold)
- 1966: Stop the World: I Want to Get Off
- 1967: Der Widerspenstigen Zähmung (The Taming of the Shrew)
- 1967: Spiegelbild im goldenen Auge (Reflections in a Golden Eye)
- 1968: Oliver (Oliver!)
- 1969: Goodbye, Mr. Chips
- 1970: Scrooge
- 1971: Anatevka (Fiddler on the Roof)
- 1972: Die große Liebe der Lady Caroline (Lady Caroline Lamb)
- 1972: Mord mit kleinen Fehlern (Sleuth)
- 1973: Der Mackintosh-Mann (The MacKintosh Man)
- 1973: Dracula (Dan Curtis’ Dracula)
- 1974: Die Akte Odessa (The Odessa File)
- 1974: James Bond 007 – Der Mann mit dem goldenen Colt (The Man with the Golden Gun)
- 1975: Der Mann, der König sein wollte (The Man Who Would Be King)
- 1976: Kein Koks für Sherlock Holmes (The Seven-Per-Cent Solution)
- 1977: Equus – Blinde Pferde (Equus)
- 1978: The Wiz – Das zauberhafte Land (The Wiz)
- 1981: Die große Muppet-Sause (The Great Muppet Caper)
- 1982: Der dunkle Kristall (The Dark Crystal)

## Auszeichnungen
- 1952 Moulin Rouge: Preis der British Society of Cinematographers
- 1956 Moby Dick: Nominierung für den Preis der British Society of Cinematographers
- 1964 The Pumpkin Eater: British Film Academy Award
- 1965 Ein Haufen toller Hunde (The Hill): British Film Academy Award
- 1965 Der Spion, der aus der Kälte kam (The Spy Who Came in from the Cold): British Film Academy Award, Preis der British Society of Cinematographers
- 1967 Der Widerspenstigen Zähmung (The Taming of the Shrew): Preis der British Society of Cinematographers
- 1968 Oliver: Oscar-Nominierung
- 1971 Anatevka (Fiddler on the Roof): Nominierung für den Britischen Filmpreis, Preis der British Society of Cinematographers, Oscar
- 1972 Mord mit kleinen Fehlern (Sleuth): Nominierung für den Britischen Filmpreis
- 1975 Der Mann, der König sein wollte (The Man Who Would Be King): Nominierung für den Britischen Filmpreis
- 1978 The Wiz – Das zauberhafte Land (The Wiz): Oscar-Nominierung
- 1997 Ehrenpreis der British Academy of Film and Television Arts (BAFTA)
- 2000: International Achievement Award der American Society of Cinematographers für das Lebenswerk